# 第41號交響曲 (莫扎特)
C大調第41號交響曲，目录第551號，是莫扎特創作的最後一首交響曲，據信完成於1788年8月10日。
這部交響曲又名「朱比特」（Jupiter），據莫札特的小兒子所述，該名稱是由倫敦著名的劇院經理約翰·彼得·薩洛蒙（Johann Peter Salomon）所取，認為此曲匹配以羅馬主神之名為暱稱。
在一项由《BBC音乐杂志》组织指挥家作出的评选中，该作品在有史以来最伟大的交响曲中排第三位。

## 創作歷程

### 創作和首演
第四十一交響曲是莫札特在1788年夏天，迅速完成的一組三部交響曲的最後一首，前兩部分別是6月26日完成的第三十九交響曲，以及7月25日完成的第四十交響曲。與此同時，莫札特還在創作兩曲鋼琴三重奏，第十六鋼琴奏鳴曲（「簡易奏鳴曲」），還有一部小提琴小奏鳴曲。
目前尚未清楚，第四十一交響曲有否在莫札特有生之年演奏過。根據奧托·埃里希·多伊奇的研究，這段時間莫札特正在菲利浦·奧托（Philipp Otto）在鏡子胡同（Spiegelgasse）上開的賭場，舉行一系列的「賭場音樂會」。莫札特甚至寄了這系列音樂會的門票給他的朋友兼資助人，米卡埃爾·普赫貝格（Michael Puchberg）。而我們今天無法斷定，這些音樂會有否舉行，或因觀眾沒興趣而取消。

## 分析

### 配器
| - 木管樂器 - 長笛：1 - 雙簧管：2 - 低音管：2 | - 銅管樂器 - 法國號：2 - 小號：2 | - 定音鼓 | - 弦樂器 - 第一小提琴 - 第二小提琴 - 中提琴 - 大提琴 - 低音提琴 |

依照工具書《管弦樂作品手冊》指示，上述之配器可簡記為"1 2 0 2—2 2 0 0—tmp—str"。

### 結構
全曲共四個樂章，典型古典主義交響曲的曲式：
1. 活潑的快板（Allegro vivace）
2. 如歌的行板（Andante cantabile）
3. 小步舞曲： 稍快板（Menuetto: Allegretto）
4. 很快的快板（Molto allegro）

該曲相當出人意表的特點是第四樂章結尾，代表五個主題的五聲部賦格，而全樂章則充滿有一個主題發展而來或數個主題合併而成的賦格，見於不同木管間的對奏，第四樂章的主題就是由這四個音組成：
第四樂章還有另外四個主題，以奏鳴曲的形式出現，而這五個動機在最後混合成賦格式的結尾，整章被譽為古典對位法的巔峰之作。英國樂評人約翰·格羅夫爵士（Sir George Grove）在1906年的文章寫道，「在這終章裡，莫札特隱含了自己所有科學知識，而隱瞞這知識的力量也是無人能及的，令這科學成為取悅人的音樂，如同我們今日學習到的。而現在他成就了更多。」而就整曲而言，他認為這部交響曲是 「法國大革命以前，世界最偉大的管弦樂作品。」
學者現在確定莫札特曾經研究過，同樣具賦格式結尾的，米高·海頓（Michael Haydn）的C大調第28交響曲。而查理·謝爾曼（Charles Sherman）認為米高·海頓的C大調第39交響曲，也在莫札特參考之列，由於莫札特「常常要求他父親把海頓最近寫的賦格寄給他。」 而米高·海頓的第39交響曲，是在莫札特完成第41交響曲前數周完成的，同樣有一個賦格式的第四樂章。

### 參照
1. 1 2 3  Deutsch 1965, 320
2. 1 2  香港藝術節，2009
3. ↑  Brown, Mark. . The Guardian. 2016-08-04  [2022-04-14]. （原始内容存档于2022-06-23） （英国英语）.
4. ↑  Daniels, David.  3rd ed. Lanham: Scarecrow Press, Inc. 1996: 293. ISBN 0-8108-3228-3.
5. ↑  Grove 1906
6. ↑  C. Sherman, Foreword to score of Sinfonia in C, Perger 31 Vienna: Doblinger K. G. (1967)

### 文獻
- Deutsch, Otto Erich (1965) Mozart:  A Documentary Biography.  Stanford:  Stanford University Press.
- George Grove. . The Musical Times. January 1906,. Vol. 47 (No. 755): pp. 27–31. doi:10.2307/904183.
- 香港藝術節（2009）：海廷克與芝加哥交響樂團場刊

## 外部連結
- 《第41號交響曲》：谱子和报道（德语），《莫扎特全集》
- 莫扎特第41號交響曲的免费乐谱，由国际乐谱典藏计划提供
- 演奏錄音--David Bernard 指揮 the Park Avenue Chamber Symphony
- Wolfgang Amadeus Mozart - Symphony No.41, KV 551 "Jupiter" （页面存档备份，存于），with notes by Elizabeth Schwarm Glesner
- Jupiter in the Age of Enlightenment （页面存档备份，存于），由Ron Drummond所撰寫的樂曲介紹。